# Next...
Pour les articles homonymes, voir Next.
Albums de The Sensational Alex Harvey Band
Framed
(1973) The Impossible Dream
(1974)
Next..., sorti fin 1973, est le deuxième album du groupe de rock écossais The Sensational Alex Harvey Band.

## L'album
Toutes les compositions sont du groupe à l'exception de deux titres et notamment Next qui est une reprise de Au suivant de Jacques Brel.
Le titre The Faith Healer deviendra le morceau emblématique de The Sensational Alex Harvey Band.

## Les musiciens
- Alex Harvey : voix
- Zal Cleminson : guitare
- Chris Glen : basse
- Ted McKenna : batterie
- Hugh McKenna : claviers

## Liste des titres
1. Swampsnake - 4 min 54 s
2. Gang Bang - 4 min 46 s
3. The Faith Healer - 7 min 11 s
4. Giddy-Up-A-Ding-Dong - 3 min 16 s
5. Next - 4 min 02 s
6. Vambo Marble Eye - 4 min 19 s
7. The Last of the Teenage Idols - 5 min 05 s

## Informations sur le contenu de l'album
- The Faith Healer sortira en single.
- Giddy-Up-A-Ding-Dong est une reprise de Freddie Bell and the Bellboys (1956).
- Next est une version en anglais de la chanson de Jacques Brel Au suivant (1964).
- The Last of the Teenage Idols est un morceau décomposé en trois parties.